# Schallermühle (Velburg)
Schallermühle ist ein amtlich benannter Ortsteil der Stadt Velburg im Oberpfälzer Landkreis Neumarkt in der Oberpfalz in Bayern.

## Geographie
Die Einöde liegt im Oberpfälzer Jura etwa 3 km südlich des Velburger Ortskerns auf circa 465 m über NHN am Frauenbach, der in südlicher Richtung der Schwarzen Laber zufließt.

## Ortsname
Die Schallermühle, auch Steublmühle (so um 1600), Streiblmühle oder Gradelmühle/Grädlmühle genannt, wurde wohl nach den jeweiligen Besitzern so benannt; für „Gradelmühle“ kommt auch die Deutung „Mühle am grat/gred“, Mühle an der Stufe, in Frage.

## Verkehr
Die Mühle, die unterhalb der Autobahnbrücke der Autobahn A 3 liegt, die seit 1971 auf fünf Pfeilerpaaren über den Talgrund des Frauenbaches führt (2009/10 erneuert), ist über eine Stichstraße zu erreichen, die von der Staatsstraße 2251 abzweigt.

## Geschichte
Im Alten Reich unterstand die Mühle hochgerichtlich dem seit 1217 wittelsbachischen Pflegamt Velburg, das ab 1505 pfalz-neuburgisch war. 1658 saß ein Ulrich Schaller auf der Mühle. Am Ende des Alten Reiches, um 1800, hat der Müller Lehenmeyer das Anwesen inne.
Im Königreich Bayern (1806) wurde um 1810 der Steuerdistrikt Klapfenberg gebildet, dem neben Klapfenberg Altenveldorf und drei Mühlen, darunter die Schallermühle, angehörten. Mit dem Gemeindeedikt vom 15. Mai 1818 wurde Altenveldorf eine eigene parsbergisch-landgerichtliche Ruralgemeinde, und zwar zusammen mit der Regenfußmühle und der Schallermühle. 1830 wurde diese Gemeinde mit der Gemeinde Oberweiling vereinigt; von da ab war die Schallermühle Ortsteil dieser Gemeinde. In der Schallermühle wohnten
- 1836 11 Einwohner (2 Häuser),[5]
- 1867 12 Einwohner (6 Gebäude),[6]
- 1875 16 Einwohner (7 Gebäude; an Großviehbestand 4 Pferde und 19 Stück Rindvieh),[7]
- 1900 20 Einwohner (2 Wohngebäude),[8]
- 1925 10 Einwohner (2 Wohngebäude),[9]
- 1938 9 Einwohner (nur Katholiken),[10]
- 1950 7 Einwohner (1 Wohngebäude),[11]
- 1987 6 Einwohner (1 Gebäude mit Wohnraum, 1 Wohnung).[12]

Im Zuge der bayerischen Gebietsreform  wurde am 1. Januar 1972 die Gemeinde Oberweiling und damit auch die Schallermühle in die Stadt Velburg eingegliedert.
Das alte Mühlengebäude wurde 1970 abgebrochen und durch einen Neubau ersetzt. Das Anwesen ist heute ein landwirtschaftlicher Vollerwerbsbetrieb.

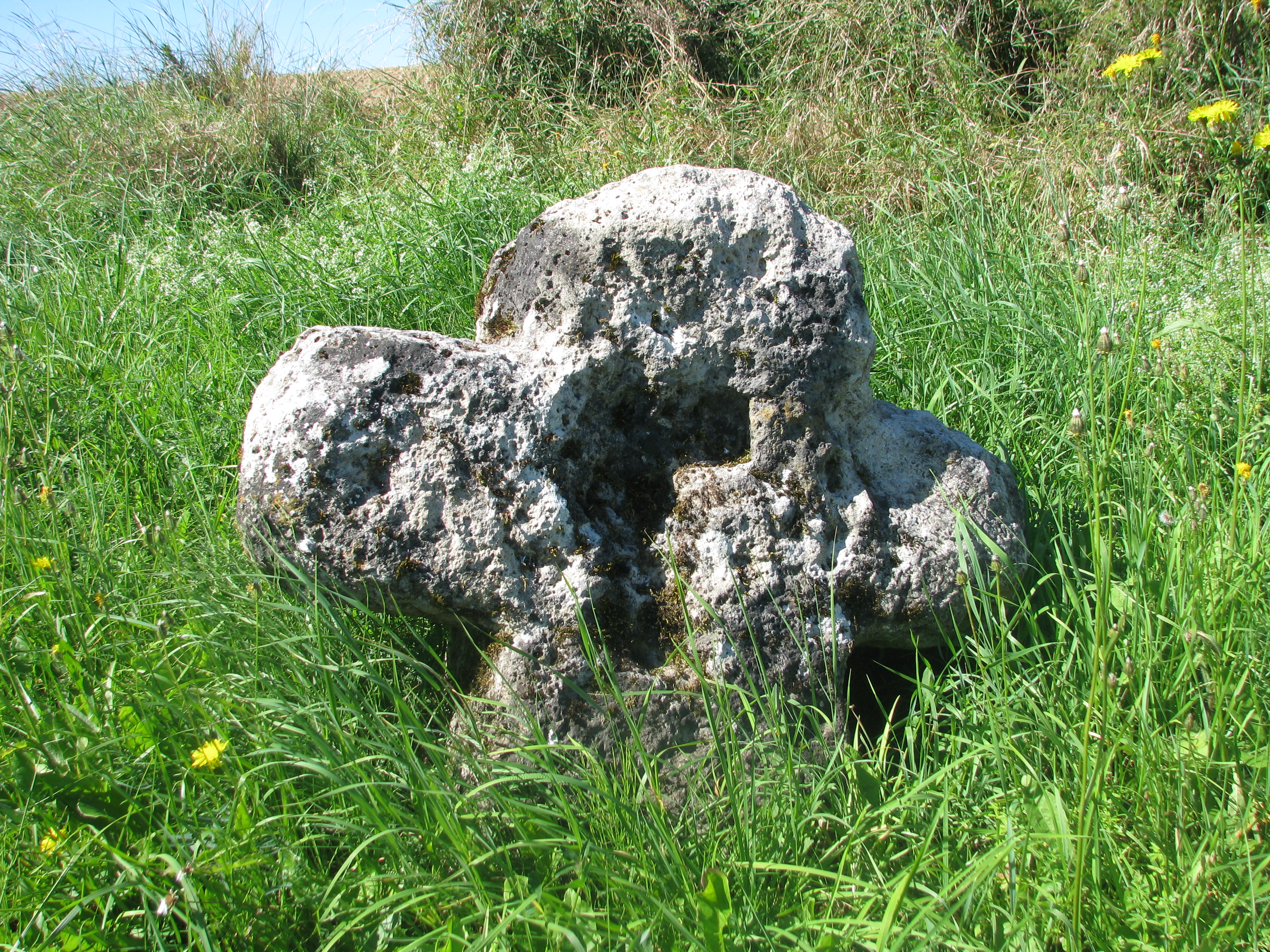
Steinkreuz bei der Schallermühle

### Kirchliche Verhältnisse
Die Mühle liegt im Sprengel der katholischen Pfarrei Oberweiling im Bistum Eichstätt, heute dem Pfarrverband Velburg zugehörig. Von 1548 bis 1620 war mit Pfalz-Neuburg die Pfarrei und damit auch die Bewohner der Mühle evangelisch. Ein wohl spätmittelalterliches, mehrfach versetztes Steinkreuz aus Kalkstein steht etwa 100 m nordwestlich der Mühle.
Siehe auch Liste der Baudenkmäler in Velburg#Schallermühle 